# Burmeistera multiflora
Burmeistera multiflora är en klockväxtart som beskrevs av Alexander Zahlbruckner. Burmeistera multiflora ingår i släktet Burmeistera och familjen klockväxter. Inga underarter finns listade i Catalogue of Life.